# Udea (concern)
Udea is een Nederlandse groothandel in biologische levensmiddelen, natuurlijke drogisterijproducten en duurzame non-food. Daarnaast is Udea franchisegever van de biologische formules EkoPlaza, Marqt, Ekoplaza foodmarqt en het voormalige De Natuurwinkel. Zij richt zich op de Benelux en levert aan biologisch specialisten en foodservice. De winkelketens van de franchisegever tellen respectievelijk 75 en 25 filialen. De rechtsvorm is een besloten vennootschap.
Het logo verbeeldt ‘samen zorgen voor de aarde’, verbinding leggen tussen aarde en mens en het onderstreept de keten- of kringloopgedachte. ‘Verbindend in biologisch’ geeft de visie van Udea weer. De visie leunt op een aantal onderliggende waarden van waaruit de visie en het handelen ernaar wordt getoetst.
CEO is Erik Does.

## Overname Natuurwinkel
In 2018 nam Udea de concurrent Natudis over, en twee zusterbedrijven: Belgische versdistributeur Hagor en de Amsterdamse vershandel Kroon. Natudis was ten tijde van de overname eigenaar van de 25 Natuurwinkels.

## Eigen merken
Udea is eigenaar van de merken Ice Cream Factory, Your Organic Nature, Happy Chocolate, Wisselwaar, Laitois, Luna e Terra, Marqt, Botanique, Biocafé, Noomi, Nice & Nuts, Mjam, Biovecci.